# 莫以增
莫以增（?—?），云南呈贡人，光绪三十年（1904年）进士登第，以主事分部学习。